# 沼澤阿拉伯人
沼澤阿拉伯人（阿拉伯语：‎ Arab al-Ahwār）又稱馬丹人（阿拉伯语：‎，意指住在平原上的人）為居住在伊拉克南部美索不達米亞沼澤的族群，由許多部落與部落聯盟組成。他們傳統上飼養水牛、以稻作為生，在沼澤中建造蘆葦棚屋而居。20世紀末伊拉克政府抽乾美索不達米亞沼澤，對其生存區域造成嚴重破壞，大多數沼澤阿拉伯人均流離失所。

## 起源
沼澤阿拉伯人的起源仍不確定，英國殖民時期有學者認為他們的習俗特殊、難以歸類，有可能起源於印度:10。許多學者提出沼澤阿拉伯人可能與古代的蘇美爾人有關，其農作、建屋方式與地理位置均有相似之處，但關於沼澤阿拉伯人最早的文獻記載為9世紀，蘇美爾人則約於西元前1800年即融入其他族群，其間有2700年的落差。另外有學者認為沼澤阿拉伯人的許多習俗和阿拔斯帝國滅亡後來到此地的貝都因人相似，因此後者可能為其祖源之一:100, 101。
2011年發表的一項遺傳學研究顯示沼澤阿拉伯人的Y染色體有超過八成為單倍群J1（J-M267）。

## 文化

### 產業
沼澤阿拉伯人傳統上可依職業分為兩大族群，一為飼養水牛的人（其中有部分從事遊牧，依季節在沼澤中趕水牛而居），另一則為種植穀物者，其中稻作尤為重要，一般於五月中播種:174。另外亦有捕魚者（以魮類為主，特別是當地稱作「比尼」的Mesopotamichthys sharpeyi），但以網捕魚過去被視作地位較低的職業，大多由一名為Berbera的部落負責:92。20世紀晚期沼澤阿拉伯人中出現以編織蘆葦席為業者。

### 宗教
沼澤阿拉伯人多數信仰伊斯蘭教什叶派十二伊玛目派，此外還有信仰曼達安教的曼達安人（大多以造船、工匠為業）:127，曾居於此地的英國探險家與軍官威福瑞·塞西格表示他很少見到曾至麥加朝覲的沼澤阿拉伯人，但許多人皆曾前往什葉派聖地馬什哈德朝聖:55。另外有些沼澤阿拉伯人曾至位處當地的以斯拉之墓朝聖。

### 語言
沼澤阿拉伯人使用的語言為美索不達米亞阿拉伯語的一種方言，使用許多獨有的詞彙，例如多達10個用以描述不同大小、用途與地區的蘆葦之詞彙，隨著沼澤阿拉伯人傳統社群的消散，此方言也瀕臨滅絕。

### 社會

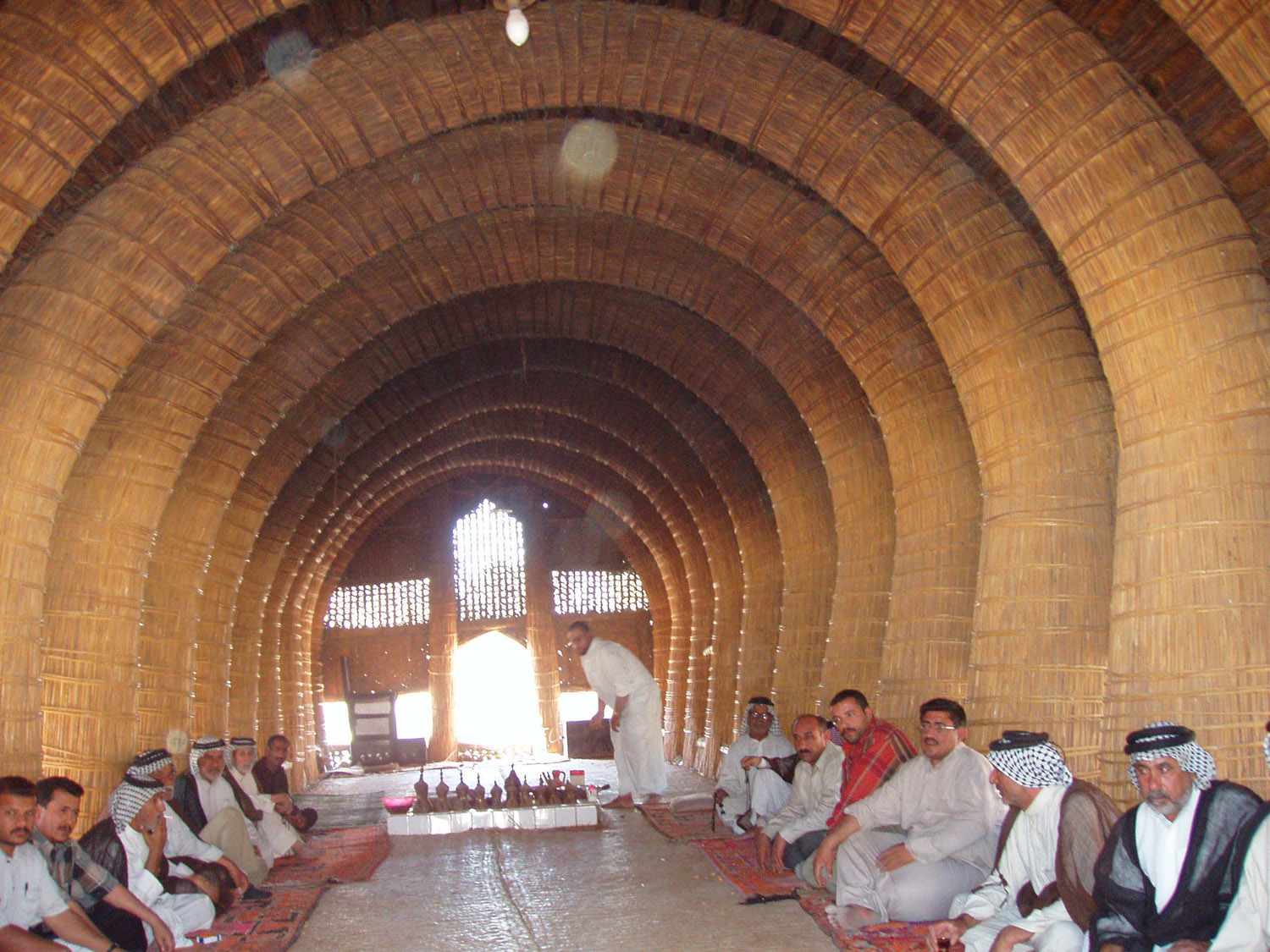
蘆葦棚屋穆迪夫的內部

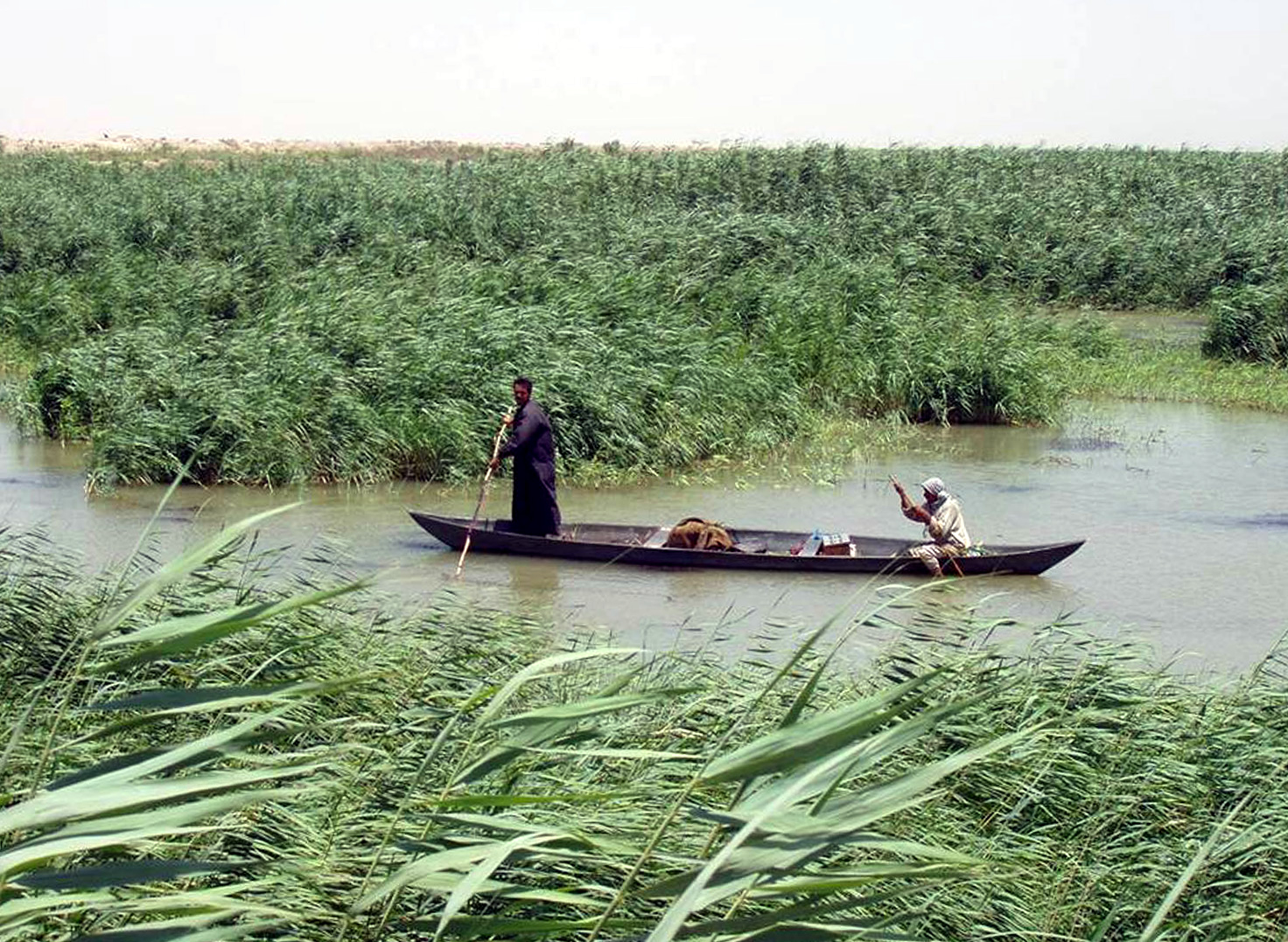
划馬素夫的沼澤阿拉伯人

沼澤阿拉伯人的傳統房舍為以蘆葦搭建成的棚屋穆迪夫，由部落的謝赫（長老）負責管理，作為旅客的客棧與婚喪等儀式的舉辦處。當地人居住的房屋也是由蘆葦搭建，為較穆迪夫小許多的拱形棚屋，一般長約6公尺、寬約2公尺、高約3公尺，建於河畔或沼澤中的蘆葦島（kibasha或dibin）上:75。沼澤中的運輸則以馬素夫與塔拉達（長窄的划艇）等船隻進行，水位低時沼澤阿拉伯人會在蘆葦河床上驅趕水牛以開闢水道作行船之用:70。
沼澤中有血吸蟲病與瘧疾等疫病流行:85, 108。

## 記載
英國記者加文·楊在其著作《重返沼澤》（Return to the Marshes，1977年出版）中提到17世紀的義大利作家彼得罗·德拉瓦勒是最早將「馬丹人」之稱傳到西方世界者。19世紀的阿尔伯马尔第六任伯爵乔治·吉宝曾於1824年在美索不達米亞沼澤住過一段時間，在著作中描述了當地的男人與女人；此外英國考古學家格特魯德·貝爾也曾到訪此地；湯瑪斯·愛德華·勞倫斯於1916年途經此地，在巴斯拉與以斯拉之墓等地短暫停留。
1964年威福瑞·塞西格出版了著作《沼澤阿拉伯人》（The Marsh Arabs），他曾在當地居住數月，詳細記錄了當地人們的生活；英國作家加文·馬克士威於1956年與塞西格在沼澤中結伴旅遊，後出版了遊記《隨風搖曳的蘆葦》（A Reed Shaken by the Wind）；羅利·斯圖爾特於2003年至2004年擔任聯盟駐伊拉克臨時管理當局的米桑省副省長，2006年將其見聞寫成《沼澤王子》（The Prince of the Marshes，又作《職業傷害》 Occupational Hazards）一書出版。

## 抽乾沼澤

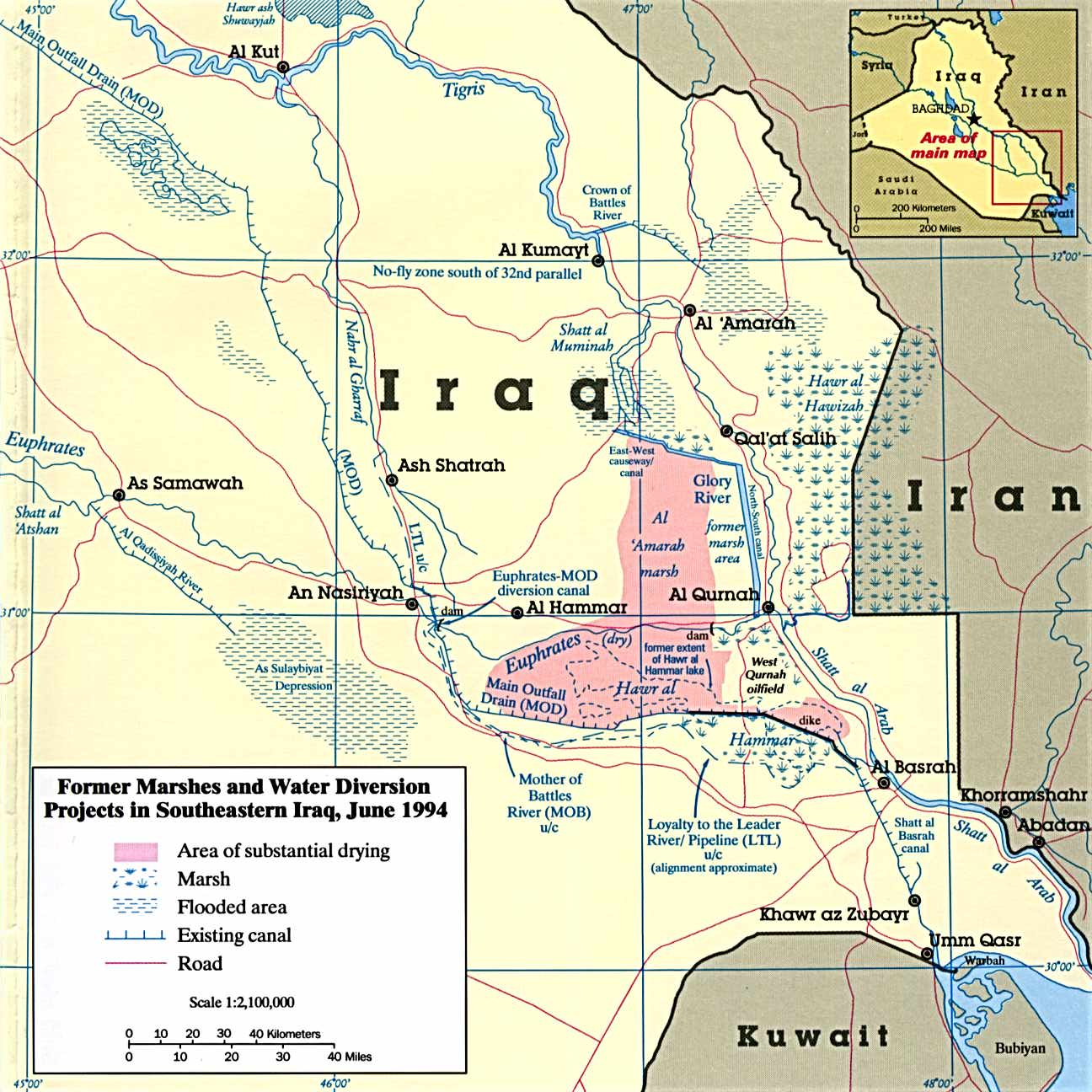
1994年的美索不達米亞沼澤地圖，其中粉紅色為被抽乾的區域

1970年代至1990年代伊拉克政府抽乾美索不達米亞沼澤，初期灌溉系統的擴建即對沼澤的水流造成一定破壞，薩達姆·海珊政權鎮壓1991年伊拉克起義後為報復沼澤阿拉伯人支持起義、窩藏反抗者而加速此一進程，積極把底格里斯河與幼發拉底河的水流導出沼澤區，企圖系統性地將此地沙漠化，造成大量沼澤阿拉伯人流離失所，甚至攻擊、焚毀沼澤阿拉伯人的房舍並對其下毒，直至2003年薩達姆·海珊政權被推翻後方止。大部分沼澤阿拉伯人均無法維持傳統生活方式，至2003年估計僅有約1600人尚住在沼澤中的蘆葦島（dibin）上:13，1950年代沼澤阿拉伯人人口約有50萬人，抽乾沼澤後僅剩2萬人，多數人被迫遷至伊拉克其他地區，其中有約10萬人逃亡至伊朗的難民營。
2003年以後美索不達米亞沼澤緩慢恢復，有少數沼澤阿拉伯人重返家園，但許多人不願重拾這種貧困的傳統生活方式，返回者也面臨衛生、飲水缺乏、醫療與教育資源匱乏等問題。重返沼澤的沼澤阿拉伯人中有許多人參與了伊拉克真主黨運動或萨德尔运动，後者曾在米桑省的省長選舉中勝選執政:14，但當地政治不穩定、地方派系橫行:24-33，加上經濟弱勢，甚至有部落參與走私等非法活動。